# NGC 1633
NGC 1633 (również PGC 15774 lub UGC 3125) – galaktyka spiralna z poprzeczką (SBab), znajdująca się w gwiazdozbiorze Byka. Odkrył ją William Herschel 9 grudnia 1798 roku.
W galaktyce tej zaobserwowano supernową SN 2010kg.